# Antonín Liška (1791)
Antonín Liška (27. března 1791, Hrádek (okres Klatovy) – 16. dubna 1847, Bochnia v Haliči) byl český kněz premonstrátského řádu, spisovatel a překladatel Homéra.

## Život a působení
V dětství žil s rodiči v Eisenstadtu, kde byl vychován německy, a roku 1798 se s rodiči odstěhoval do Bubenče. Od roku 1804 navštěvoval Malostranské gymnázium a při studiu filosofie se seznámil s V. Hankou a dalšími českými vlastenci. Roku 1811 vstoupil do premonstrátského kláštera na Strahově v Praze a studoval teologii, současně ale psal i české básně a divadelní hry: jeho tragédie „Václav“ byla roku 1815 uvedena ve Stavovském divadle. Roku 1814 byl vysvěcen na kněze a stal se krátce kaplanem v Jihlavě, od roku 1817 byl profesorem v Žatci a od roku 1819 v Jindřichově Hradci. Pro studenty, které učil česky, napsal v němčině několik učebnic a roku 1824 se stal doktorem filosofie. Začal překládat Homérovy spisy do češtiny a roku 1826 byl ustanoven představeným gymnázia v polské Bochni, kde roku 1847 zemřel. Roku 1835 vydal v Praze malý německo-latinsko-polský slovník a překlad Odysseie v próze vyšel roku 1844 a podruhé 1848.